# Prophilopotamus asiaticus
Prophilopotamus asiaticus is een fossiele soort schietmot uit de familie Philopotamidae.